# Hovsta
Hovsta è un'area urbana della Svezia situata nel comune di Örebro, contea di Halland.
La popolazione rilevata nel censimento 2010 era di 2 785 abitanti .